# Graham Chapman
Graham Chapman (ur. 8 stycznia 1941 w Leicester, zm. 4 października 1989 w Maidstone) – angielski aktor komediowy, jeden z założycieli i członków sześcioosobowej komediowej grupy Monty Python.

## Życiorys

### Edukacja
Graham uczęszczał do szkoły średniej Melton Mowbray. Po jej ukończeniu zaczął studiować medycynę na Uniwersytecie Cambridge w Emmanuel College. Odbył praktyki lekarskie w Barts Hospital Medical College, lecz nigdy nie pracował zawodowo jako lekarz. W swojej autobiografii pt. A Liar's Biography (opublikowana w 1980) pisał: „Medycyna zawsze wydawała mi się czymś ciekawym, pociągającym i tajemniczym. [...] w moim domu zawsze było mnóstwo książek medycznych, które bardzo często czytałem i które lubiłem przeglądać. Choć nigdy nie byłem zawodowcem, niektóre umiejętności, które wyniosłem ze studiów, bardzo mi się w życiu przydawały”.

### Pierwszy kontakt z telewizją
Będąc na studiach, Graham poznał ówczesnego studenta prawa, Johna Cleese'a, który pisał wówczas profesjonalne teksty dla BBC. Chapman, zafascynowany komediowymi programami telewizyjnymi, wkradł się w łaski Cleese'a i wspólnie zaczęli profesjonalnie tworzyć teksty dla programów BBC. W tym czasie Chapman starał się także o posadę w rozgłośni radiowej BBC, jednak początkowo nieskutecznie.

### Występy na małym ekranie i w Rozgłośni Radiowej BBC
W trakcie odbywania praktyk, Graham poznał Tima Brooke-Taylora, Billa Oddiego, Dave'a Hatcha, Jona Lynna, Humphreya Barklaya i Jo Kendall. Wszyscy (także Cleese) wystąpili w słynnym wówczas programie telewizyjnym pt. Ed Sullivan Show w 1964 roku. Ten występ był początkiem wielkiej miłości Chapmana do telewizji. W tym czasie otrzymał także propozycję współpracy od Davida Frosta przy programach komediowych dla Telewizji BBC. Ofertę przyjął. Przyjął także propozycje współpracy z Marty Feldmanem.
Pisząc dla telewizji, ponownie postanowił powalczyć o posadę w rozgłośni radiowej. Tym razem skutecznie. Pisał skecze, które później sam prezentował na antenie BBC. Najsłynniejszym jego dokonaniem radiowym był skecz pt. I'm sorry, I'll Read That Again (który de facto pojawił się później w serii Latającego cyrku Monty Pythona pod tytułem How far can minister fall?). W tym samym czasie pisał też scenariusze do telewizyjnych programów komediowych, wśród których były między innymi: This is Petula Clark i This is Tom Jones.
Połowa lat 60. XX wieku okazała się wyjątkowo pracowitym okresem dla Chapmana. W 1967 roku wystąpił w programie komediowym Marty Feldmana, u boku Cleese'a i Brooke-Taylora, pt. At Last the 1948 Show. W tym samym czasie, wraz z Johnem Cleese'em pisał teksty do komediowej serii Doctor in the House, która cieszyła się ogromną popularnością.

### Monty Python
W 1969 roku Chapman wraz z Cleese'em zaprosili do współpracy Michaela Palina, Terry'ego Jonesa, Erica Idle'a oraz artystę amerykańskiego pochodzenia, Terry'ego Gilliama i wspólnie stworzyli kolektyw, który nazwali Monty Python. Jak wspominał później Terry Jones: Nazwa miała nic nie znaczyć. I tak było. Grupa ma na swoim koncie kilka filmów pełnometrażowych i słynną, składającą się z 45 odcinków, podzielonych na tzw. cztery sezony, telewizyjną serię pt. Latający cyrk Monty Pythona, która była emitowana raz w tygodniu na antenie BBC. Od samego początku, dokonania komików cieszyły się wielką sympatią. 23 czerwca 2007 roku Michael Palin odebrał w imieniu grupy nagrodę za Najlepszy w historii program mający wpływ na kształt telewizji, przyznaną przez amerykański i brytyjski zespół specjalistów od opinii publicznej.
Chapman jest autorem wielu najsłynniejszych skeczy, m.in. Martwej papugi, Nauki latania, Raymonta luksusowy jacht. Zapisał się w pamięci szczególnie jako postać wpadającego znienacka pułkownika, który przerywał skecz, tłumacząc, że jest on too silly (tłum. zbyt głupi), żeby go kontynuować. Graham zawsze pisał razem z Johnem Cleese'em. Ich skecze charakteryzowały się głównie tym, że padało w nich wiele ostrych słów, zwroty akcji były nieoczekiwane i przeważnie zupełnie absurdalne. Nie oszczędzał nikogo i niczego. W skeczu pt. Molluscs – Live TV Documentary (trzeci sezon Latającego Cyrku...), napisał tekst, który jednoznacznie obraża i potępia homoseksualistów, i który jest dosadnie recytowany przez Cleese'a, a dotyczy... małży i ślimaków.

### Życie osobiste
W 1966 roku Chapman wyjechał na Ibizę. Było to jego ulubione miejsce wypoczynku i spędzania urlopu. Tam też poznał swojego długoletniego partnera Davida Sherlocka, z którym był przez ponad 20 lat, i który pozostał przy nim do końca. Razem też adoptowali Johna Tomiczka. Z pisanych przez Grahama monologów wynika, iż grupa Monty Pythona od początku wiedziała o jego orientacji. Chapman przyznał się do orientacji homoseksualnej dopiero w połowie lat 70. XX w., na przyjęciu w Belsize Park u muzyka jazzowego, George'a Melly, gdzie wszystkim ujawnił swój związek z Sherlockiem. Od tego czasu już nigdy nie ukrywał swojej orientacji seksualnej. Kiedy ujawnił publicznie, że jest gejem, jedna zirytowana kobieta oglądająca BBC napisała list do pozostałych Pythonów, skarżąc się, że podobno jeden z nich to niemoralny gej. Eric Idle odpisał jej: Niech się Pani nie martwi. Dowiedzieliśmy się kim jest, wywlekliśmy go i ukamienowaliśmy na śmierć. Istnieje opinia, że znaczna część skeczy, w których często sam Chapman odgrywał rolę geja, z premedytacją nasycona jest groteskową, prymitywną homofobią, jednak dzięki nim artyście udało się przekonać konserwatywną publiczność, że orientacja homoseksualna nie jest groźna czy obraźliwa, a nawet – może być całkiem zabawna. Według tej opinii aktor przyczynił się do zwiększania tolerancji i akceptacji homoseksualności, poprzez oswojenie z nią szerokiej publiczności. Po latach efekt skeczy Chapmana można zobaczyć m.in. w komediowym serialu Mała Brytania. W 1972 roku Chapman wraz z przyjaciółmi założył pismo dla gejów „Gay News”, w którym był jednym z redaktorów.
Graham do 1977 roku usilnie walczył z alkoholizmem. Był uzależniony od picia ginu z tonikiem. W najgorszym okresie wypijał nawet do trzech butelek dziennie. Podczas kręcenia Świętego Graala w Szkocji u Chapmana stwierdzono delirium tremens. Do czasu roli Briana zdołał jednak dojść do równowagi i stworzyć swoje najlepsze kreacje jako Python. Był alpinistą. Kochał wspinaczki górskie i skoki na bungee.
W późnych latach 70. XX w. przeprowadził się do Los Angeles w USA. Otrzymał obywatelstwo amerykańskie. Był niezwykle zafascynowany Ameryką i tamtejszą kulturą. Dumnie pokazywał swój dowód osobisty i prawo jazdy obywatela Stanów Zjednoczonych Ameryki. W okresie, kiedy mieszkał w USA, zaliczył kilka występów w telewizji, m.in. w The Hollywood Squares, Still Crazy Like a Fox, i w serii skeczy dla NBC The Big Show.
Po powrocie do Anglii zasilił szeregi Dangerous Sports Club.

### Najsłynniejsze role i kreacje
Najbardziej pamiętany z głównych ról w Świętym Graalu jako król Artur i w Żywocie Briana jako Brian Cohen. Postacie te były statyczne, o racjonalnym podejściu, mimo że ich humor opierał się na stereotypowym wplątywaniu się w dziwaczne i absurdalne sytuacje, natrafianiu na ekscentryczne i równie absurdalne osobowości. Chapmana widzowie zapamiętali jednak głównie jako wysokiego, spokojnego mężczyznę. Bohatera Latającego cyrku, palącego fajkę, skrywającego szaloną nieprzewidywalność i prawdopodobnie nienawidzącego komunistów.

### Indywidualny dorobek poza grupą Monty Pythona
Po zakończeniu serialu Latający cyrk Monty Pythona Graham Chapman wraz z Douglasem Adamsem i Bernardem McKenna rozpoczął w 1976 roku pracę nad kolejnym serialem komediowym Out of the Trees, którego reżyserem miał być Ian MacNaughton (reżyser większości odcinków Latającego cyrku). Niestety powstał tylko odcinek pilotażowy.
W 1982 roku Graham Chapman podjął się realizacji własnego filmu Żółtobrody (Yellowbeard), który połączyć miał ze sobą różne style komediowe reprezentowane przez najbardziej znanych angielskich i amerykańskich komików lat 60. i 70. XX wieku. Jednak film był dość nierówny i nie spotkał się z dobrym przyjęciem widzów. W solowej karierze Chapmana bardzo widoczny był brak wsparcia pozostałych członków grupy Monty Pythona, szczególnie Cleese'a.
Ostatnią rolą Chapmana był występ w wideoklipie grupy Iron Maiden Can I Play With Madness? (1988 rok), gdzie zagrał wymagającego nauczyciela rysunku.

### Śmierć
Graham Chapman zmarł na raka migdałka podniebiennego 4 października 1989 roku. Rak został zdiagnozowany u niego w 1988 roku podczas wizyty u dentysty, który dostrzegł na jego migdałkach narośl. Do września 1989 roku został zdiagnozowany jako nieuleczalny. W pogrzebie udział wzięli wszyscy pozostali członkowie grupy Monty Python. W trakcie pogrzebu, mowę pożegnalną wygłosił John Cleese, który jako pierwszy człowiek w historii brytyjskich pogrzebów, użył słowa fuck. Po mowie Cleese'a, wszyscy pozostali członkowie grupy zaśpiewali i zagrali zmarłemu Chapmanowi piosenkę przewodnią z Żywota Briana pt. Always Look on the Bright Side of Life (piosenka pojawia się w scenie ukrzyżowania, na końcu filmu).
Dla zmylenia opinii publicznej, podano informację, iż prochy Chapmana zostały wystrzelone w petardzie (ang. blasted into the skies in a rocket) w nocy z 31 grudnia 1999 na 1 stycznia 2000 roku. Prawdą jest jednak, że David Sherlock rozsypał prochy Chapmana na Snowdon w Północnej Walii 18 czerwca 2005 roku.